# جون ميلس (لاعب غولف)
جون ميلس (بالإنجليزية: Jon Mills)‏ هو لاعب غولف أمريكي، ولد في 6 مارس 1978 في أوشاوا في كندا.

## وصلات خارجية
- جون ميلس على موقع رابطة لاعبي الغولف المحترفين (الإنجليزية)